# Harry Godbold
Harold Godbold (sinh ngày 31 tháng 1 năm 1939) là một cầu thủ bóng đá người Anh thi đấu ở vị trí tiền vệ chạy cánh cho Sunderland.